# Cystobia holothuriae
Cystobia holothuriae is een soort in de taxonomische indeling van de Myzozoa, een stam van microscopische parasitaire dieren. Het organisme komt uit het geslacht Cystobia en behoort tot de familie Urosporidae. Cystobia holothuriae werd in 1858 ontdekt door Schneider.